# Kachna divoká

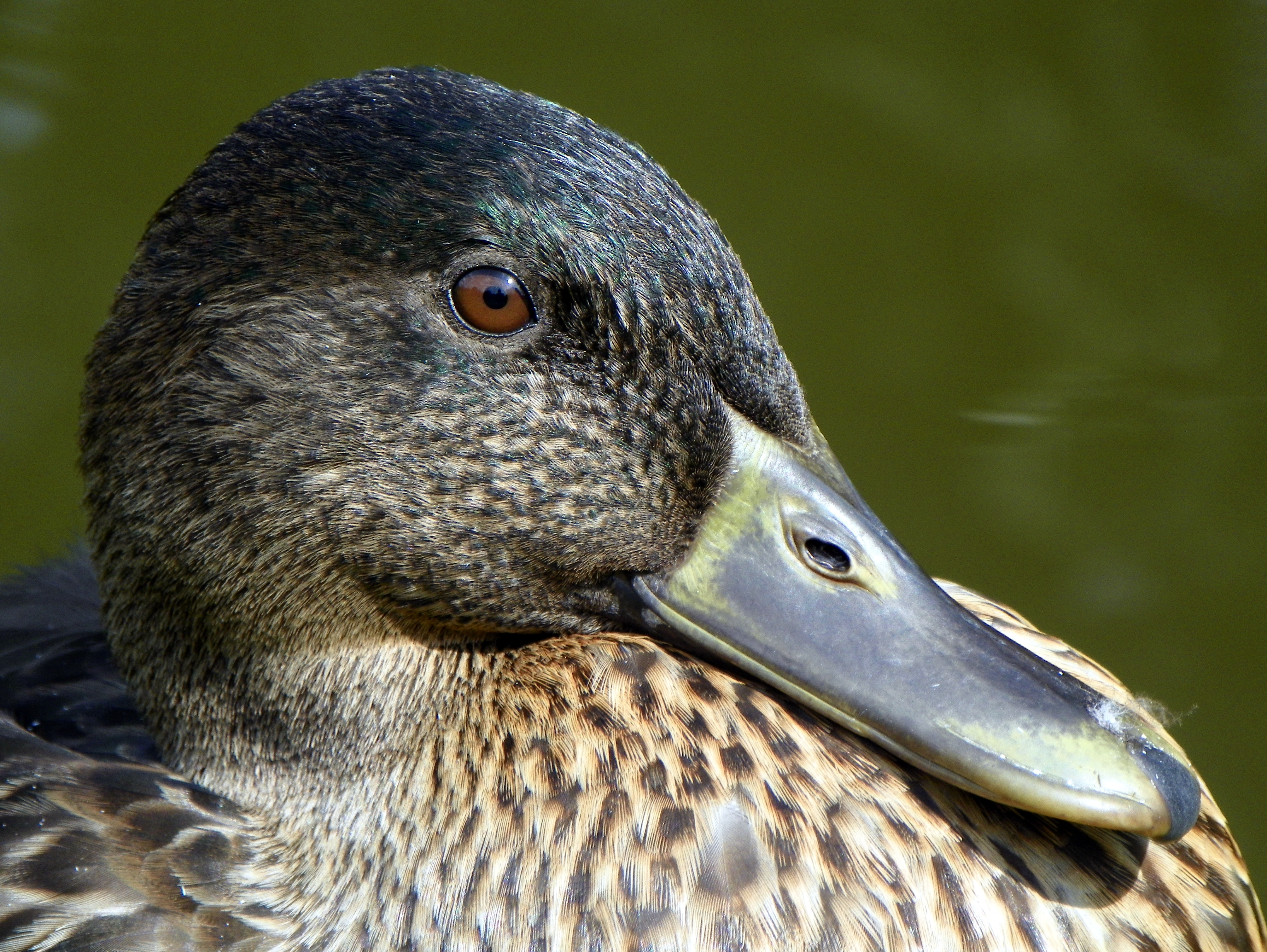
Hlava samice (Stevenage, Hertfordshire 2014)

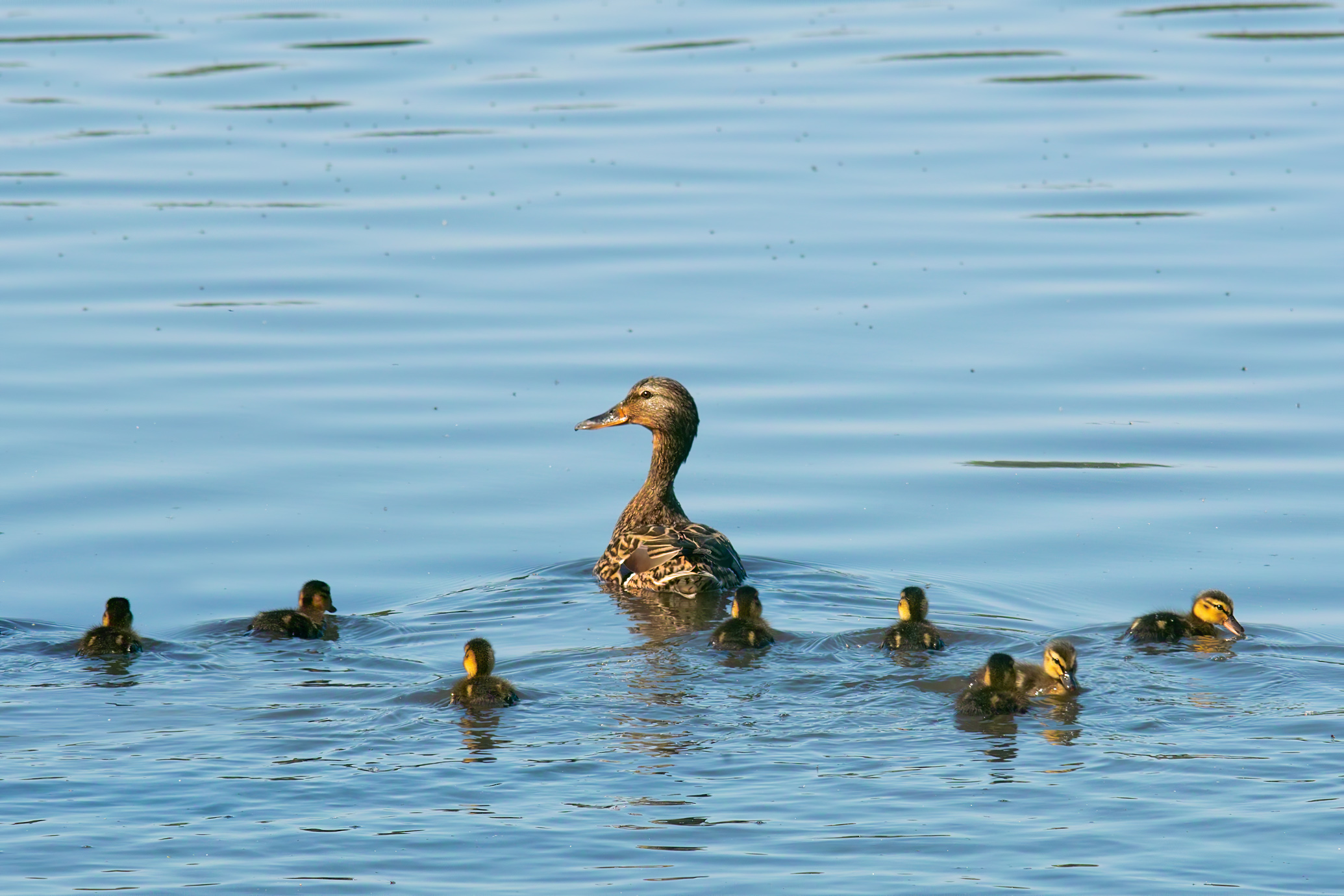
Na rybníku Domin

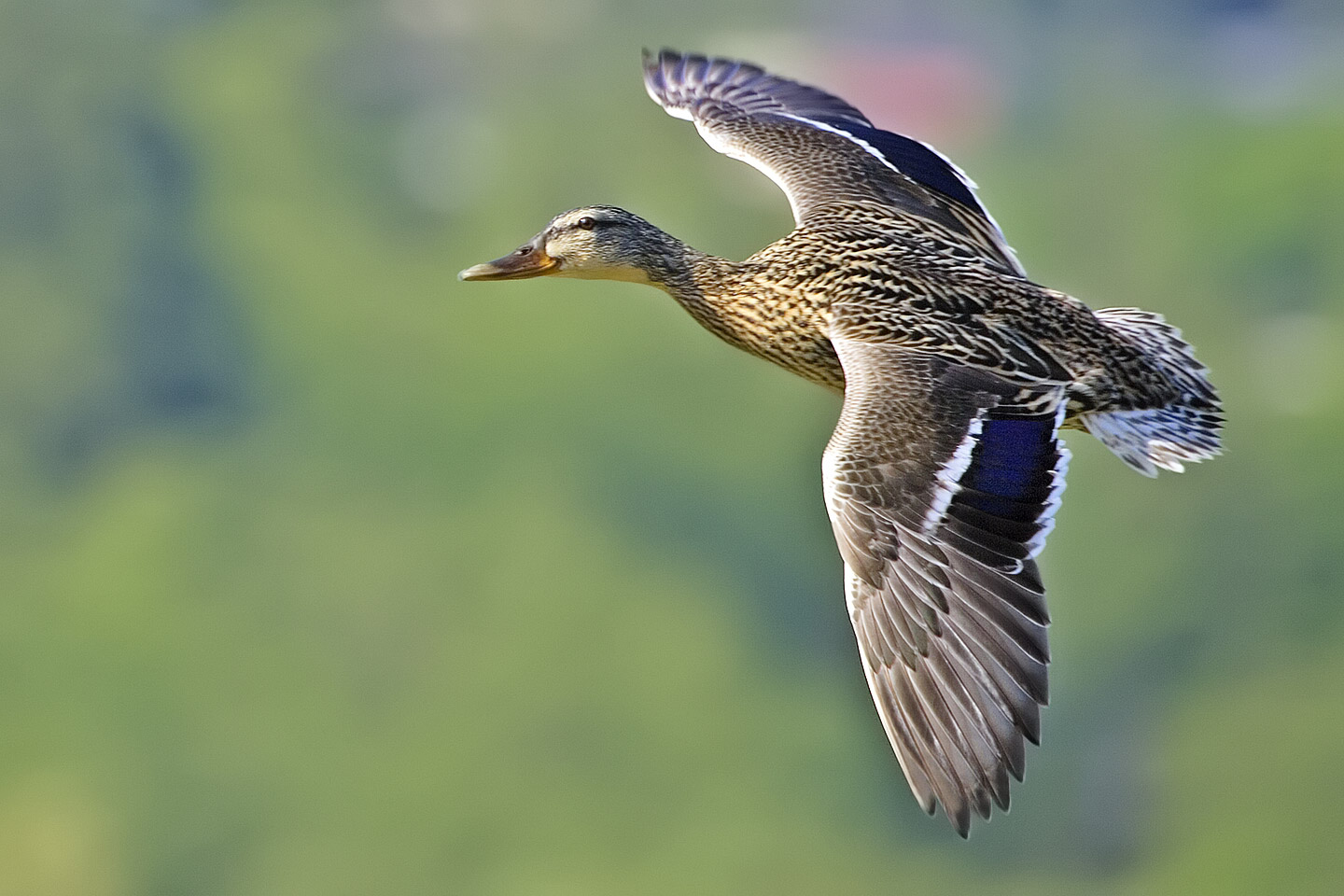
Kachna v letu

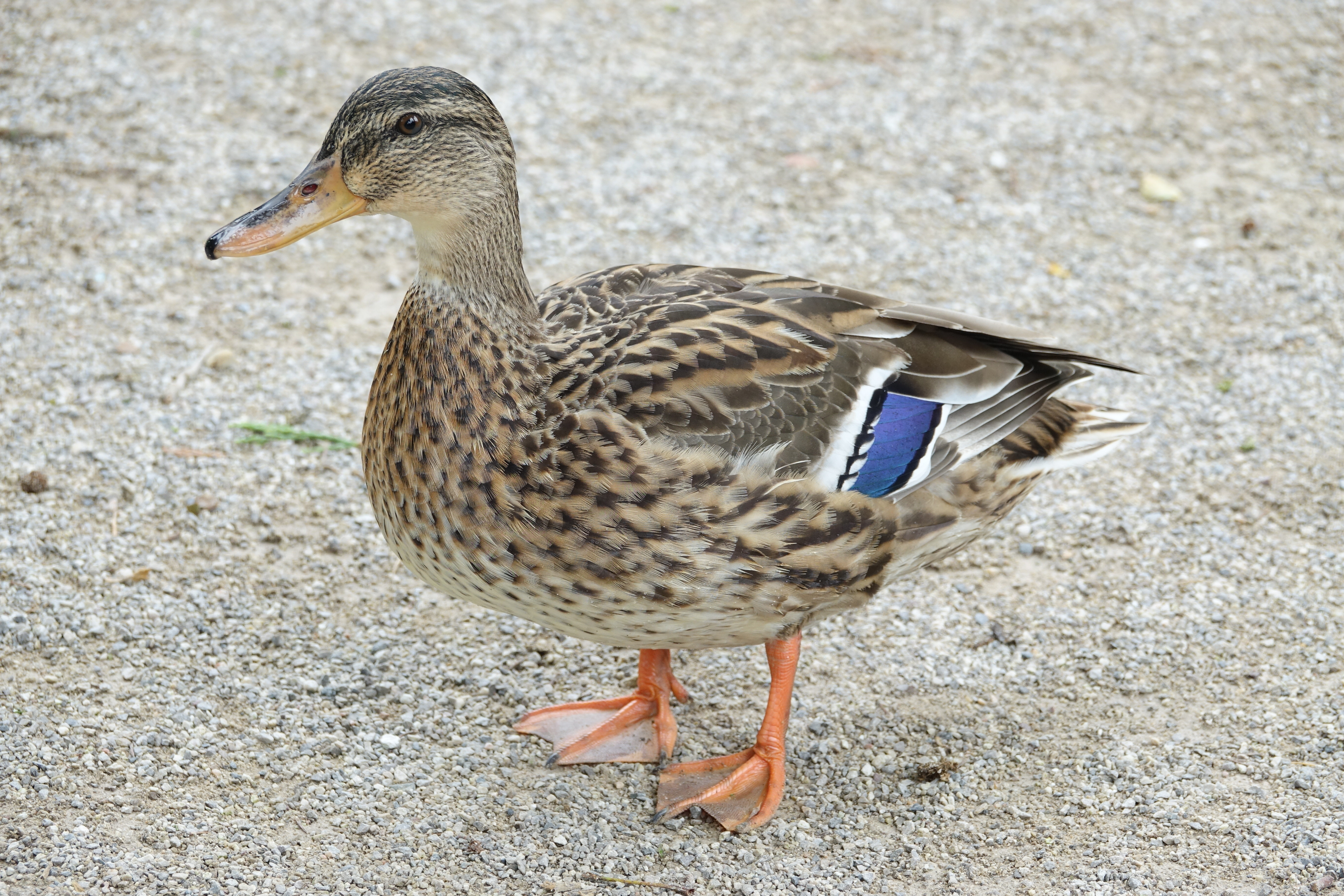
Samice s dobře patrným zrcátkem (Abbeville 2021)

Kachna divoká (Anas platyrhynchos), lidově zvaná březňačka je pták z čeledi kachnovitých. Patří mezi ekologicky nejúspěšnější druhy ptáků, protože se byla schopna naprosto přizpůsobit rychle se měnícím životním podmínkám. Je největší plovavou kachnou žijící v České republice. Z kachny divoké byla vyšlechtěna kachna domácí (Anas platyrhynchos f. domestica).

## Taxonomie
- kachna divoká grónská (Anas platyrhynchos conboschas C. L. Brehm, 1831)
- kachna divoká mexická (Anas platyrhynchos diazi Ridgway, 1886)
- kachna divoká floridská (Anas platyrhynchos fulvigula Ridgway, 1874)
- kachna divoká texaská (Anas platyrhynchos maculosa Sennet, 1889)
- kachna divoká holarktická (Anas platyrhynchos platyrhynchos Linné, 1758)
- forma kachna domácí (Anas platyrhynchos f. domestica)[2]

Dříve byly jako poddruhy uváděny i kachna laysanská (Anas laysanensis) a kachna havajská (Anas wyvilliana) z Havajských ostrovů.
Původní národní název kachny divoké byl kachna březňačka.

## Rozšíření
Kachna divoká se vyskytuje na celém území Eurasie a Severní Ameriky. Areálem kachny divoké holarktické je Evropa a Asie, areálem k. d. grónské je jihozápadní pobřeží Grónska. Areálem dalších tří poddruhů (k. d. mexická, k. d. floridská, k. d. texaská) je většina Severní Ameriky.
Nejhojněji je zastoupena v Rusku (asi 800 000 párů), Německu, Nizozemsku, Polsku a Finsku (zhruba 60 % evropské populace). V Severní Americe je počet odhadován na
17–18 milionů kusů.[zdroj?]
Celkový stav v Evropě v roce 2004 přesahoval 3,3 miliónu párů.
V jižní a východní Africe je označena za invazní druh, protože se kříží s tamním endemitem kachnou žlutozobou (Anas undulata). Kříženci jsou plodní a mohou plodit další hybridy. Kachna divoká se může křížit se 45 dalšími druhy (viz inbreeding) a představuje vážnou hrozbu pro genetickou integritu tamějšího původního vodního ptactva. Kachna divoká a kříženci soutěží s domorodými ptáky o zdroje (potrava, hnízdiště, místa k nocování). Navíc samci kachny divoké zabíjejí potomstvo jiných druhů vodního ptactva.

## Stanoviště
Obývá nižší polohy, jejím biotopem jsou vodní toky (řeky, potoky) a nádrže (jezera, rybníky a jiné vodní nádrže), jejich břehy s pobřežní vegetací, mokřady, ostrovy, ústí a delty řek. Vyhýbá se prudkým tokům. Žije také v městském prostředí, kterému se dokázala výborně přizpůsobit (synantropie). Osídluje i mořská pobřeží, ale ve slané vodě neloví.

## Česká republika
V České republice je kachna divoká, resp. kachna divoká holarktická (Anas platyrhynchos platyrhynchos) nejpočetnější kachnou. Je rozšířena na většině území, přičemž těžiště výskytu leží v nížinách a pahorkatinách. Nejvýše položená hnízdiště byla zaznamenána v Krkonoších v nadmořské výšce 1430 m, na Šumavě (1130 m), na Modravských slatích (do 1200 m) a v Orlických horách (1025 m). Celková početnost kachny divoké se v ČR dlouhodobě snižuje, přičemž poměry zkresluje vypouštění velkého počtu kachen odchovaných myslivci. Celkový hnízdní stav kachny divoké v ČR v letech 1985–1989 byl 30 000–60 000 párů, v letech 2001–2003 byl 25 000–50 000 párů. V Praze vyvedla mláďata první kachna divoká roku 1915.

## Popis
Kachna divoká je ze všech druhů kachen pravidelně hnízdících v Česku největší. Dorůstá délky 50–60 cm, rozpětí křídel činí 81–95 cm a hmotnost se pohybuje mezi 690 a 1300 g. Procházka uvádí délku těla kačera 60–65 cm, kachny 50–60 cm, hmotnost kačera 1100–1350 g a kachny 900–1150 g. Spíše menší trup je vodorovně nesený, krk je štíhlý, hlava protáhlá s plochým čelem a poměrně dlouhým zobákem. Oči jsou relativně velké, hnědé. Zobák kačera je žlutozelený a žlutohnědý, kachna ho má s tmavým hřebenem. Běháky jsou oranžově červené, u kachny poněkud tmavší. Okraje zobáku jsou opatřeny četnými rohovými lamelami, které slouží jako síto k zachycení pevné potravy a odstranění přebytečné vody. Na špičce zobáku jsou dobře vyvinutá nervová zakončení mechanoreceptorů.
Kachna divoká se vyznačuje výrazným pohlavním dimorfismem. O něco menší samička (kachna) není zbarvena tak pestře jako sameček (kačer). Má hnědé skvrnité ochranné zbarvení. Jediné nápadné místo (na zadním okraji křídel) odpovídá samčímu – je to kovově modré, bíle lemované „zrcátko“, které mají obě pohlaví. Jednotlivá pohlaví se liší také hlasovým projevem.
Kačer ve svatebním šatu (tzn. v době rozmnožování) má kovově zelenou hlavu, bílý proužek kolem krku (tzv. límec) a kaštanově hnědou hruď, tělo světle šedé a střední ocasní pera černá, srpovitě stočená (tzv. kačírky, kosírky). Zrcátko je fialově zelenolesklé (příp. kovově modré), bíle lemované. Letní čili prostý šat kačerů se podobá šatu kachen, je však poněkud tmavší (vrch hlavy) a zrcátko je živěji vybarvené. Tehdy je nejlepším rozpoznávacím znakem zbarvení zobáku: samci mají zobák tmavě žlutý, samice hnědý až oranžový (někdy až hnědočerný).
Mláďata jsou v prachovém šatě hnědá nebo olivově hnědá se žlutými skvrnami a černým proužkem přes oko.
Dospělá kachna divoká létá rychlými, zvonivě šumivými údery křídel. Kněžourek udává, že: „Plove lehce a příjemně a zhusta na vodě i plavmo spává. Stojí na zemi vodorovně, přitažený krk majíc esovitě zahnutý, dost hbitě kráčí, leč přece jen kolébavě.“
Mimo dobu hnízdění se kachny divoké zdržují v párech nebo hejnech, která mají v letu nepravidelný tvar.

### Hlasový projev
Samice kachny divoké bývá hlučná. Vydává kvákavé hlasité „kvá-kva-kva-kva“, případně „kvák-kvak-kvak-kvak“ (první „kvá“ je nejhlasitější a nejdůraznější) nebo kvék-kvék-kvék. Při námluvách se ozývá tichým rychlým (úsečným) „kvegg-egg-egg-egg“. Hlas kačera není tak hlasitý jako kachní kvákání. Samec vydává přidušené a hluboké „reb reb“ („rrep-rrep“), při vzrušení často opakované, případně hvízdavé „sííb“ („fív“).
Svensson k hlasovému projevu uvádí, že kachna divoká se ozývá často, přičemž samec se ozývá měkkým nosovým hlubším „réeb“, často na vodě při rozčilení opakovaným. Při vábení vydává krátké hvízdavé „piu“. Káchání samice je hlasité, tvořené řadou chraplavých tónů s důrazem na začátku, další tóny slábnou „kvek-kvek-kvak-kvak-kvua-kvua…“. V rozčilení se ozývá protáhlou pomalou řadou tvrdých kejhavých stejně vysokých tónů.

### Přepeřování

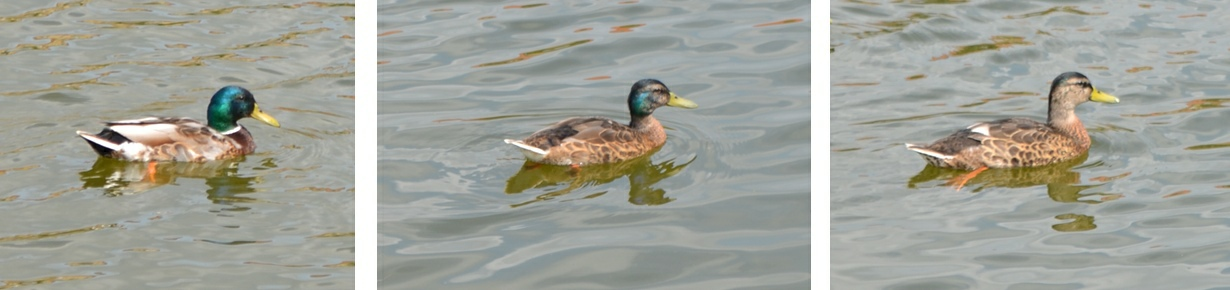
Postupně přepeřující kačer v průběhu léta

Kachna divoká přepeřuje jednou do roka. Má asi 10 000 pírek a ochranných per, která ji chrání před vlhkem a chladem. Peří si mastí tukem, aby jím nepronikla voda. Tuk produkuje mazová žláza. Kachna tuk vytlačí zobákem a roztírá po peří. Nehnízdící ptáci se v době pelichání letek shromažďují na společných „pelichaništích“. V této době jim vypadají najednou všechna pírka z letek a ptáci nejsou po dobu 20–21 dnů schopni létat. Kačer pelichá počátkem června, kachna v době vodění mláďat. Na vodě ptáky nadnáší vzduch. Vzduch se drží mezi peřím a zadržují ho krycí pera. Spolu s tukovým vakem pod kůží zabraňuje uzavřená vzduchová vrstva, aby kachna prochladla.

## Ekologie

### Hnízdění

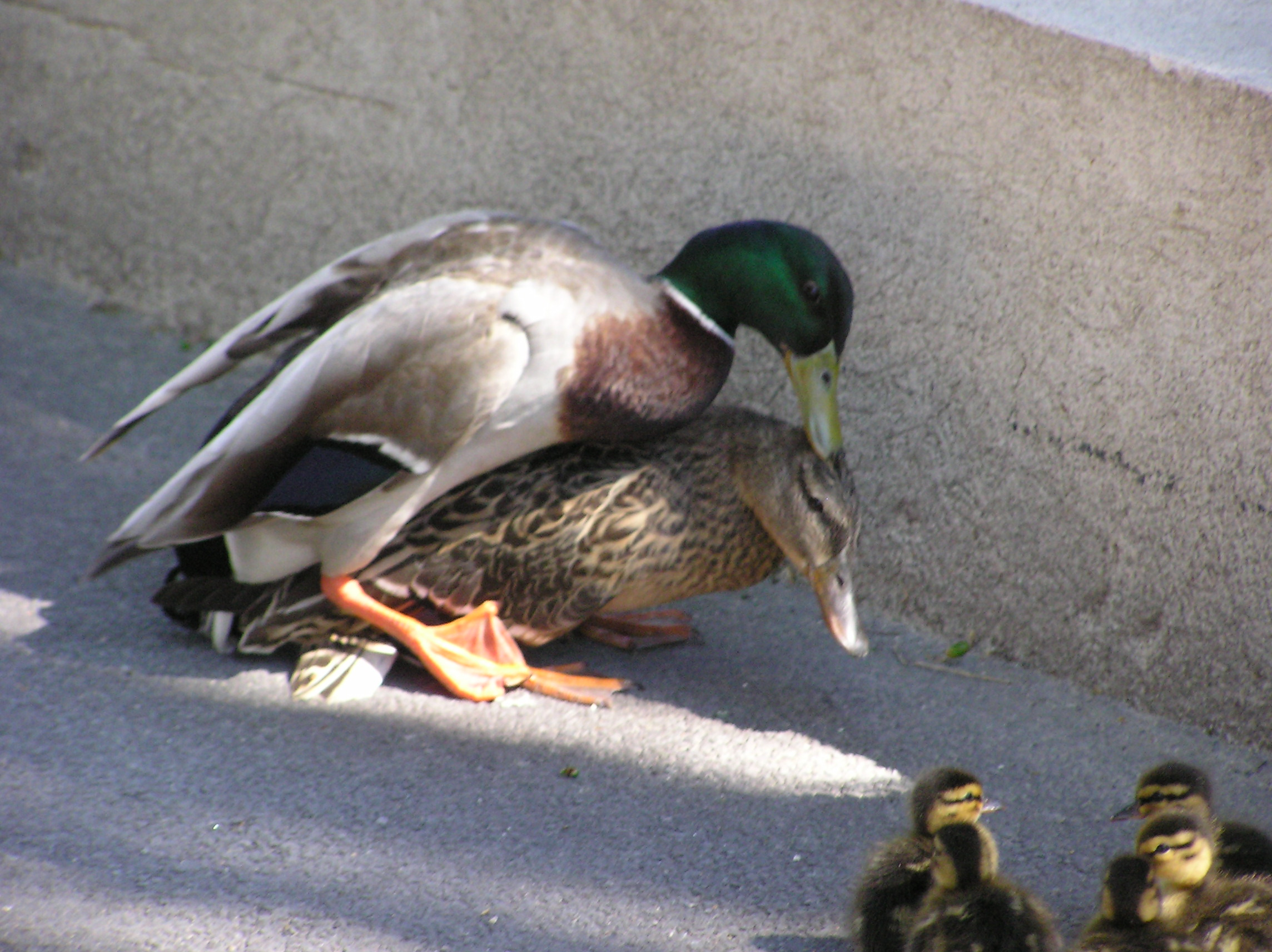
Páření

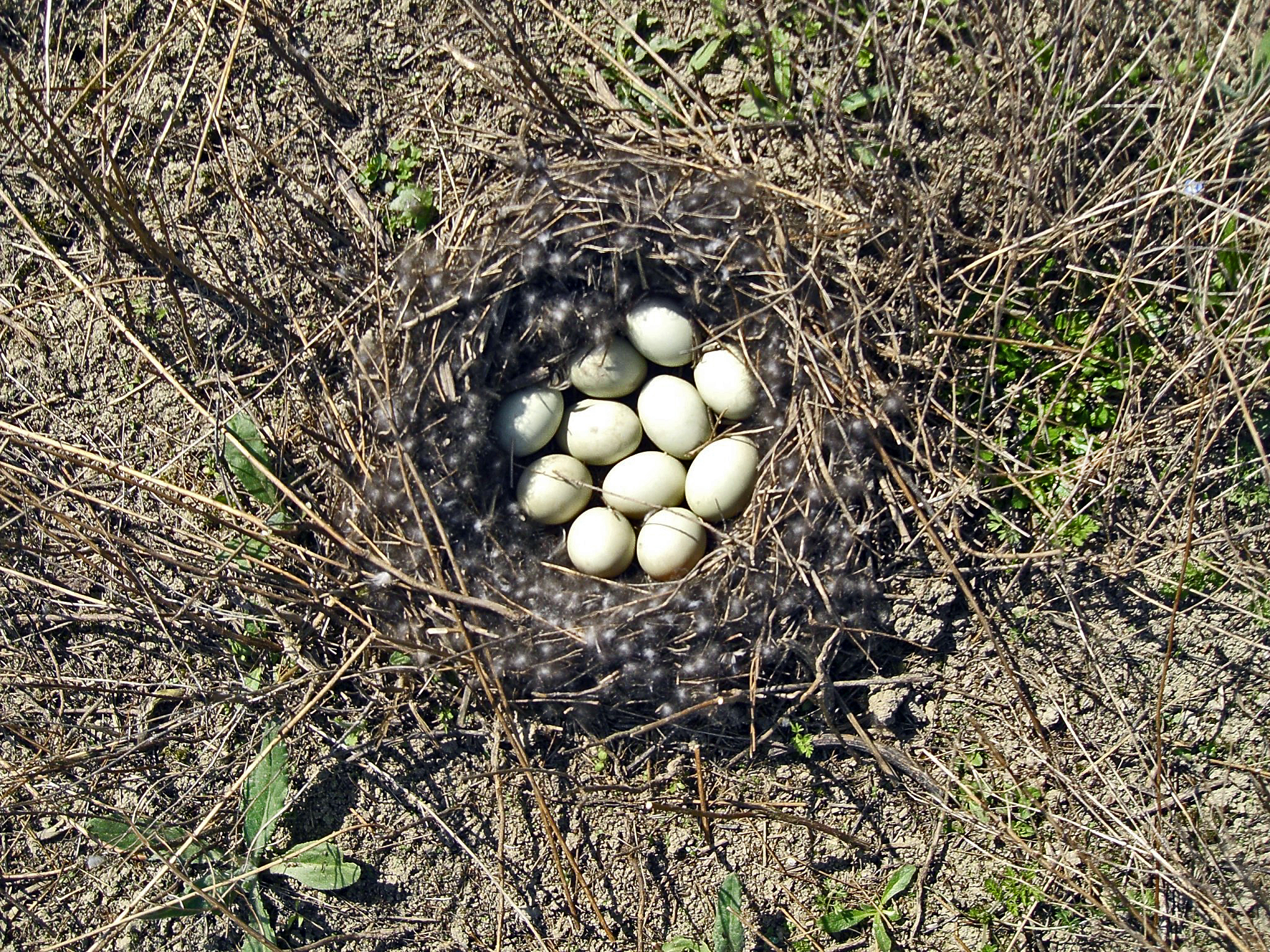
Vejce kachny divoké

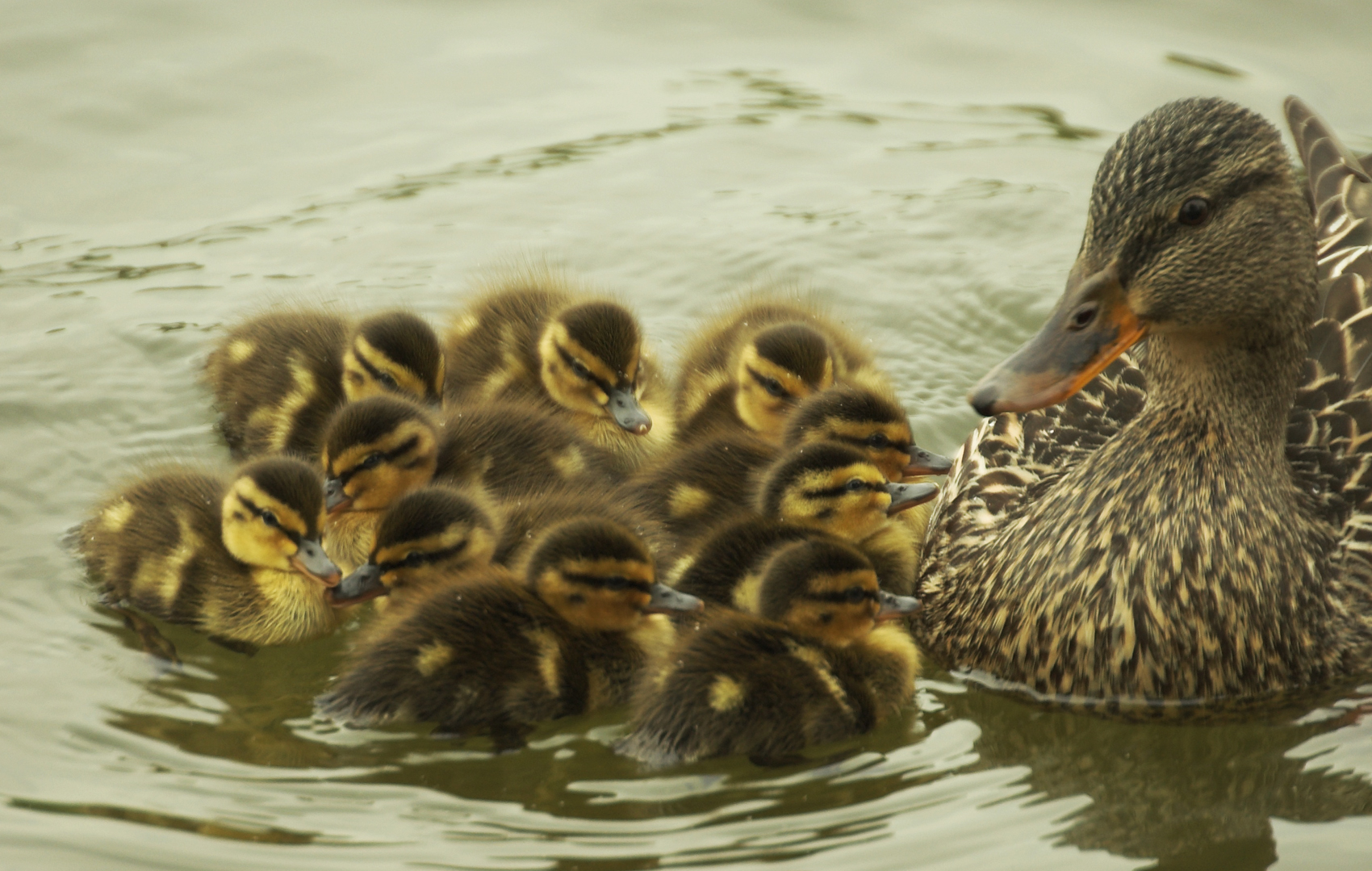
Samice s několikadenními mláďaty

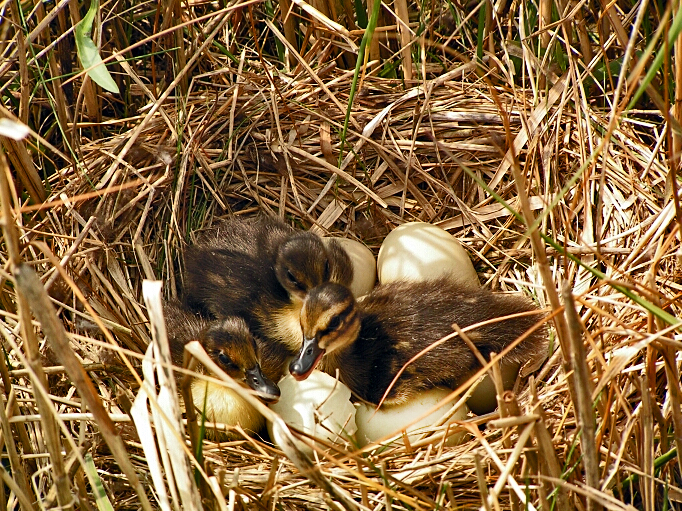
Mláďata v hnízdě

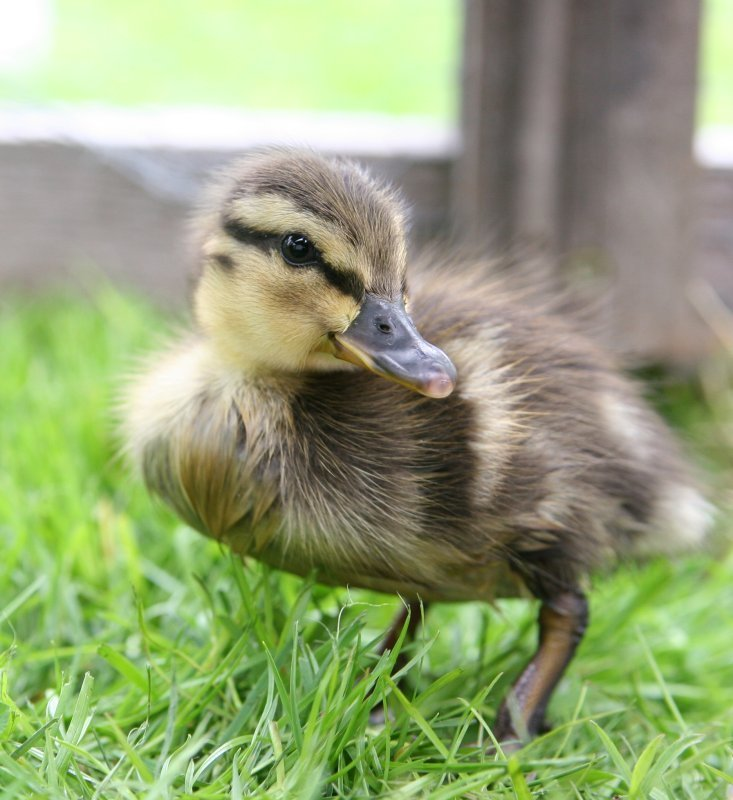
Odrostlejší mládě

Tok kachen divokých je charakteristický, nejprve se oba partneři obeplouvají, samec se skloněným zobákem, načepýřenou hlavou a neustálým vrtěním usiluje o přízeň samičky. Jakmile si samička vybere partnera, začne ho obeplouvat, ponouká ho pohyby hlavy přes rameno k útokům na ostatní kačery v hejnu a když kačer, byť náznakově odpovídá, je partnerský vztah uzavřen a vydrží až do vlastního páření na jaře.
Hnízdo je obvykle dobře ukryté. Bývá umístěno především na březích vod, na ostrůvcích, v rákosinách i daleko od vody v dutinách stromů nebo na střechách budov. Místo ke stavbě hnízda vybírá kačer, kachna hnízdo staví a vystýlá je stébly a prachovým peřím. Hnízdění začíná v polovině dubna až v polovině května. Kachna snáší denně jedno vejce a sedí až na úplné snůšce (9–13 bělavých až zelenožlutých nebo modrozelených vajec), a to 23–29 dní. (Čerstvou snůšku lze však nalézt i na začátku listopadu; občas se také stává, že do hnízda kachny divoké nakladou vejce jiné druhy kachen nebo dokonce bažant obecný. A naopak i vejce březňačky byla nalezena v hnízdech jiných ptáků.)
Vajíčka jsou poměrně velká (výška 48–63 mm, šířka 35–45 mm), je jich hodně a pokud je hnízdo nekryté, je nápadné a vystavené predaci (vrány aj.). Proto se samice snaží sedět na vejcích do poslední chvíle i v případě rizika a svým zbarvením maskovat hnízdo (dosahuje vysokého kryptického efektu). Pokud opouští hnízdo kvůli hledání potravy, zahrnuje vejce hnízdním materiálem, čímž minimalizuje pravděpodobnost, že predátor vejce odhalí.
Káčata se líhnou dokonale vyvinutá; zásoby žloutku jim vydrží tři dny a poté se krmí sama. Mláďata jsou nidifugní (opouštějí hnízdo krátce po narození) a prekociální (nekrmivá). Z hnízda na vodu je vyvádí kachna. Z hnízda umístěného ve výšce kachňata vyskakují a následují matku na vodu. (Hejnu kachňat plujících za kachnou se v myslivecké mluvě říká řetěz.) Zaznamenáno bylo i přenášení v zobáku z větší vzdálenosti. Mláďata dobře běhají, plavou a potápějí se. Ve stáří 20 dnů začíná růst káčatům obrysové peří a po 50 dnech jsou zcela opeřená a začínají létat. Pohlavní dospělosti dosahují v následujícím roce.
Doba dožití ve volné přírodě je uváděna 6,6 roku.
Zajímavým jevem popsaným mj. právě u kachny je rané rychle probíhající učení, tzv. vtištění čili imprinting – čerstvě vylíhnutá kachňata si vytvoří emoční vazbu k nejbližšímu sociálnímu objektu, tedy v přírodě k matce-kachně. Pokud však matku nahradí jiný objekt (slepice, pes, člověk), i neživý (pohybující se atrapa), vznikne emocionální pouto k náhradnímu objektu a přetrvá do dospělosti. Kachňata vyhledávají a následují náhradní „matku“.

### Potrava

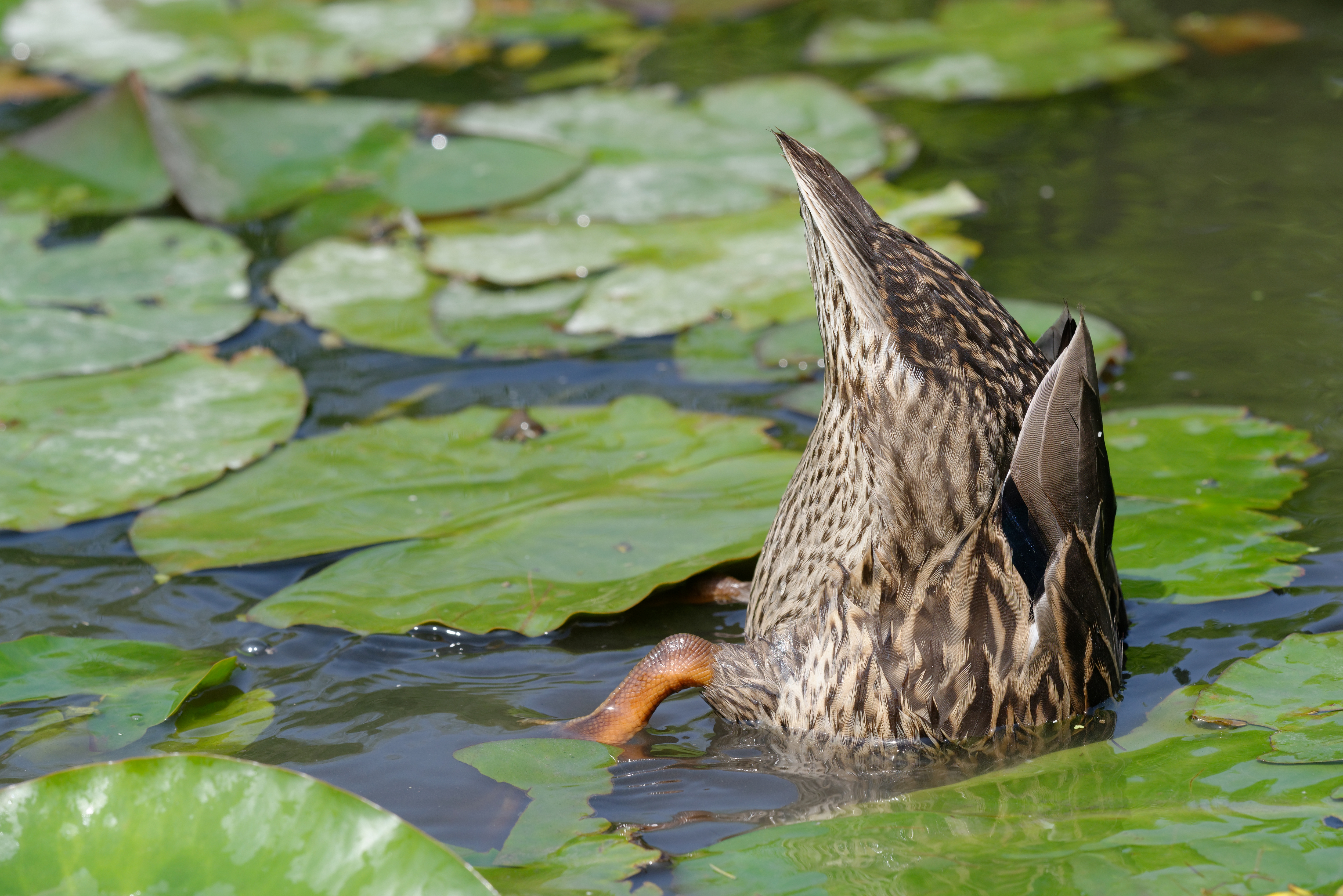
Juvenilní kachna divoká při hledání potravy, tzv. panáčkování

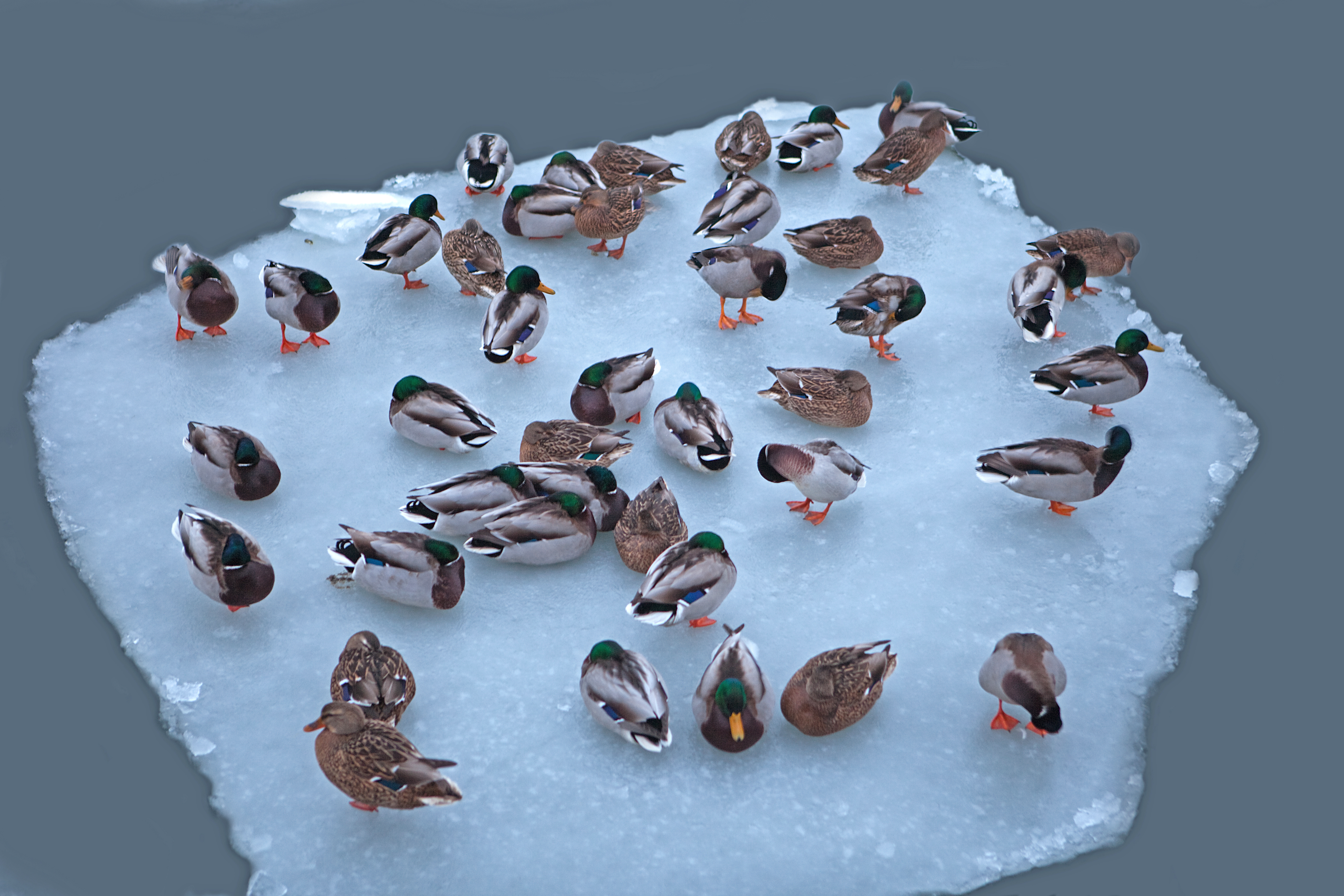
Hejno na kře (Švédsko, leden 2010)

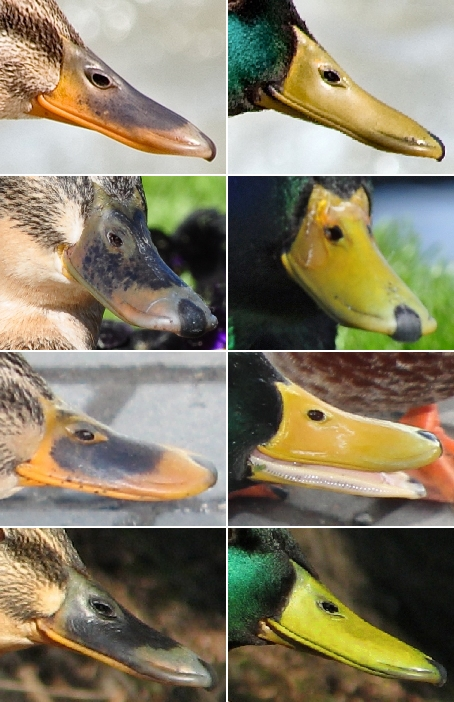
Porovnání zobáku kačeny (vlevo) a kačera (vpravo)

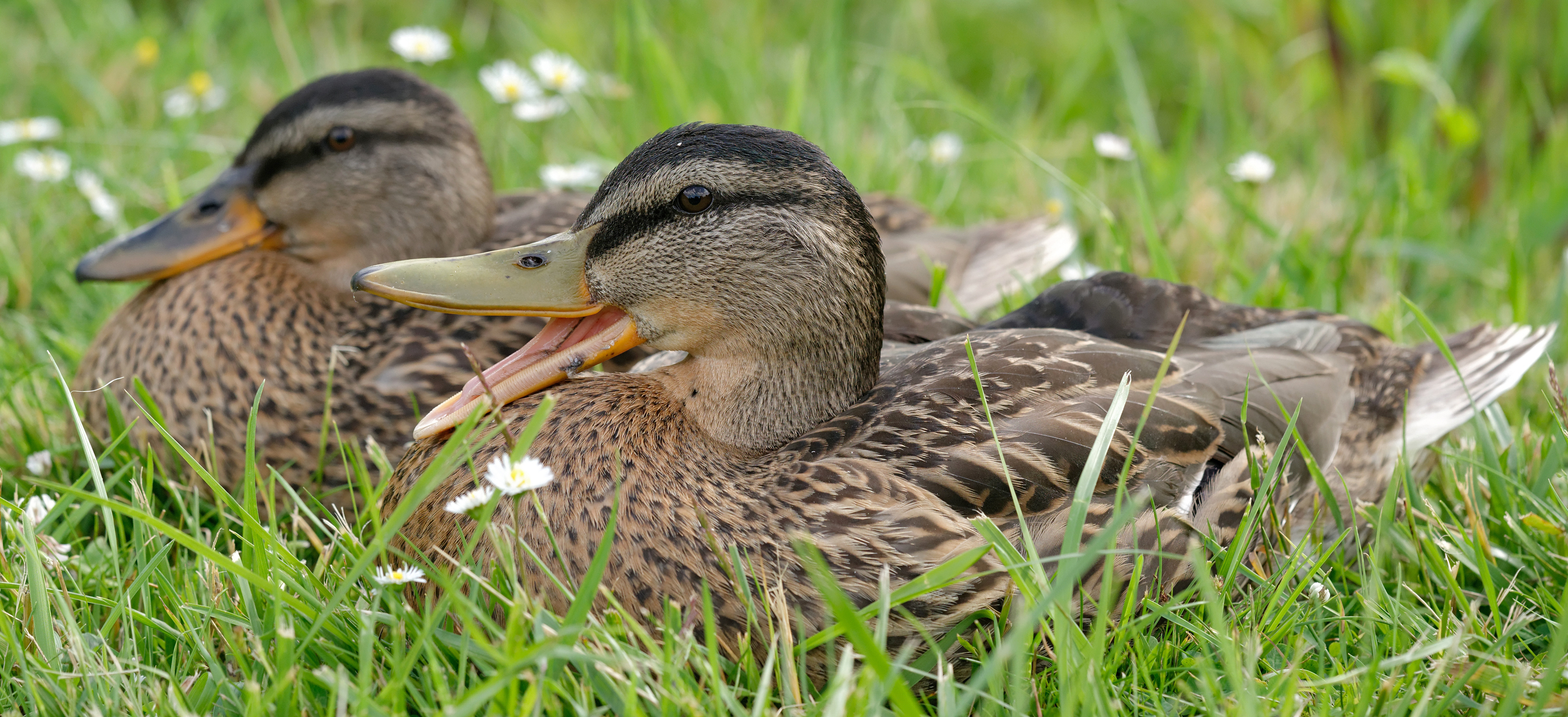
Polodospělá kachňata; kačera (vpředu) lze od kačeny odlišit podle barvy zobáku

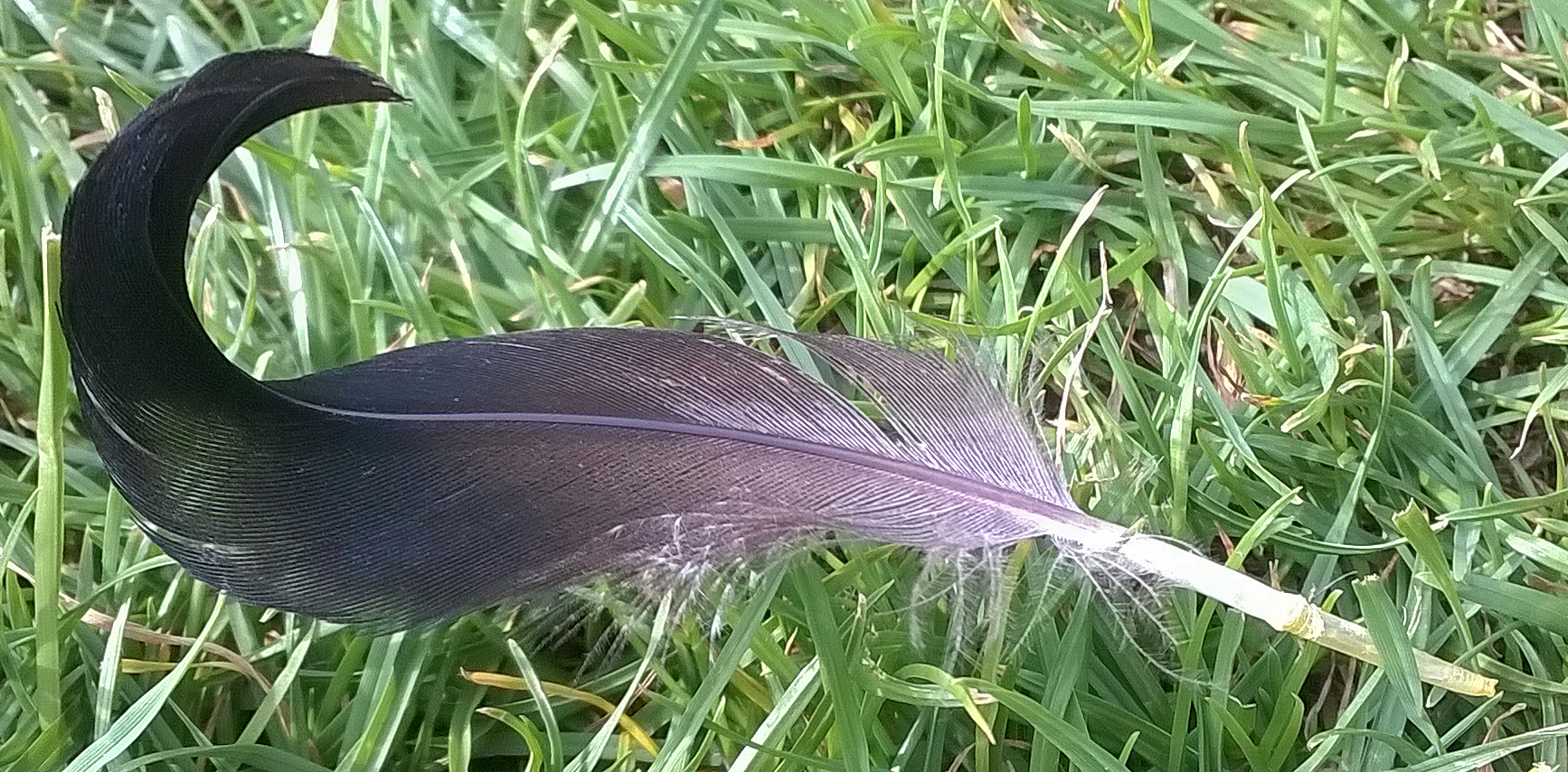
Typické kačeří pírko

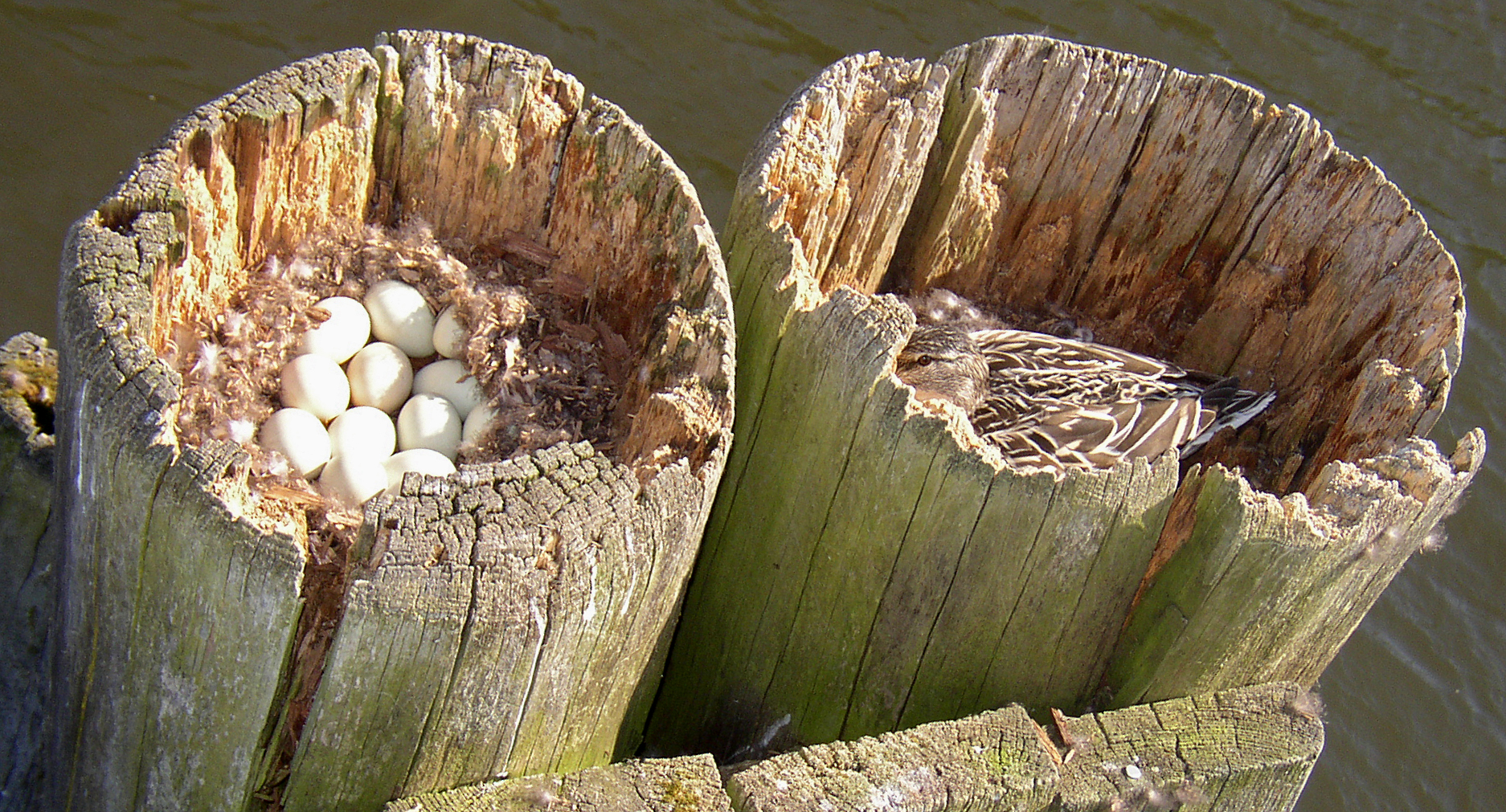
Dvě sousedící hnízda se snůškou ve dvou vykotlaných dalbách; vpravo se zasedlou kačenou

Kachna divoká je všežravec a potravu hledá jak ve vodě, tak na souši. V potravě převládá složka rostlinná (91 %), ale v létě a na podzim se zvyšuje podíl živočišné složky. V rostlinné potravě převažují vodní a pobřežní rostliny, kachny požírají i kořínky, plody a semena včetně obilnin. K živočišné potravě patří především bezobratlí – měkkýši, hmyz a jeho larvy, korýši, kroužkovci (pijavice, nitěnky, žížaly) aj. Z obratlovců jsou to žáby a pulci, malé ryby, plazi, drobní savci včetně myší a hrabošů a někdy zbytky mršin. V zimě kachny s oblibou sbírají žaludy a ozobávají brambory a řepu. Při pozření příliš velkého sousta (např. kaštanu) může kachna uhynout.
V souvislosti s potravou ještě citace z Kněžourkovy poblikace (1912) pro zajímavost. „Živí se svěžím lupením různých travin, mnohých rostlin bahenních, poupaty, zárodky, semeny (zvláště zblochanu vzplývavého), obilím, kořínky, řepou, žaludy a jinými plody stromovými, mimo to brouky, mouchami, vážkami, šídly, larvami, žížalami, drobnými plži, jikrami, žabkami, rybkami aj. Ve Švýcarsku prozkoumali mnoho žaludků březňaček a výsledek ukázal, že ptáci ti jsou převážnými bylinožravci a rybářství jen velice nepatrnou měrou škodí. Po celý den prožvachtávají kalužiny nebo močálovitá místa a majíce jemný cit v zobáku, vyhmatávají vše poživatelné a kalu s vodou nechávají stranami obou čelistí mezi vroubky unikati. Na stojatých vodách mohou nejen březňačky, ale i jiné kachny nesmírně mnoho drobných larev požíti; z těch by beztoho krvelační komáři byli lidstvu za obtíž.“

### Migrace
Kachna divoká přezimuje na nezamrzajících vodních plochách. Většina populací kachny divoké migruje na zimoviště. Některé populace v mírném klimatu jsou stálé a migrují pouze v chladných zimách, například v západní a jižní Evropě. V České republice jsou populace jak stálé, tak přelétavé až tažné. Ornitologové rozeznávají několik tahových tras, ale zimoviště různých populací se překrývají. Určitě v ČR zimují i severské kachny tohoto druhu. Pohyb kachen je různorodý, mohou zůstávat téměř celý život na malém území, jindy táhnou poměrně daleko (jeden kroužkovaný pták byl zastižen až v severní Africe). Dipl.-Biol. Jiří Mlíkovský, CSc., v ornitologických tabulkách odhaduje počet zimní populace na jeden až tři miliony kusů, počet hnízdní populace na 30 000 až 60 000 hnízdících párů. Takové údaje naznačují, že naše kraje jsou významným zimovištěm kachny divoké. Migrace mohou začínat již v srpnu, na hnízdiště se ptáci vracejí od února do května. Pravidelně dochází i k migracím na pelichaniště, které začínají od poloviny května.
Migrační chování a vzdálenost volně žijících populací by mohli ovlivnit jedinci vypouštění z mysliveckých chovů. Odchov v zajetí by mohl vést ke ztrátě přirozených migračních tendencí. Již první studie z 30. let zabývající se chováním a přežíváním polodomestikovaných kachen ukázaly, že tito jedinci jsou po vypuštění stálí a nemají migrační tendence.

## Ohrožení
Druh je ohrožen degradací mokřadních stanovišť, jejich úbytkem (odvodňování, zasypávání, vysychání) a znečištěním (např. ropou, pesticidy), těžbou rašeliny, snižováním pastvy a nesečením luk, pálením a sečením rákosin. Trpí také vyšší úmrtností kvůli otravě olovem a bílým fosforem ze střelných zbraní. Kromě toho je kachna divoká náchylná k herpesvirové enteritidě, ptačí chřipce a ptačímu botulismu.

### Predace
Kromě člověka loví kachnu divokou (případně požírá její vejce nebo loví kachňata) liška, mýval severní, norek evropský, norek americký, tchoř tmavý, kuna skalní, kuna rybářská, lasice, vydry a další lasicovití.
Z ptáků jsou to draví ptáci, někteří krkavcovití, volavka velká, volavka popelavá, racek stříbřitý, z ryb například sumec velký a štika obecná.

## Nemoci
U celé skupiny lovných kachen se ve srovnání s ostatní pernatou zvěří vyskytuje relativně nízké množství chorob a mimo umělé odchovy je výskyt virových a bakteriálních onemocnění nízký. Nebezpečná přenosná onemocnění, která se mohou nekontrolovaně šířit při vzájemném styku mezi postiženými a zdravými jedinci, dělíme podle původců:
- Virová onemocnění
  - Virový zánět jater (virová hepatitida)

Toto onemocnění je ve volné přírodě velice vzácné, ale naopak v umělých odchovech působí značné škody a podstatné ekonomické ztráty. Původcem je odolný virus ze skupiny picornavirů. K nákaze dochází přímým stykem, potřísněným krmivem, vodou i přenosem násadových vajec z chovného hejna. Inkubační doba je dva až pět týdnů, zpravidla onemocní kachňata ve věku do tří týdnů. Vysoký úhyn káčat přichází mezi třetím a patnáctým dnem jejich života (dosahuje až 90 %).
Příznaky: nekoordinované pohyby křídel, končetin, krku a hlavy, kachňata leží na zádech nebo na boku, úhyn následuje během několika hodin po objevení prvních příznaků. Onemocnění postihuje játra, méně pak slezinu a ledviny. U jedinců starších dvanácti dnů dochází i k zánětům vzdušných vaků a osrdečníku.
  - ptačí chřipka
- Bakteriální onemocnění
  - Paratyf (salmonelóza)

Toto onemocnění se vyskytuje v umělých chovech celkem hojně a je přenosné na člověka, u něhož způsobuje úporné, dlouhotrvající průjmy, dehydrataci organismu a horečnatý stav. Původcem je několik druhů salmonel (Salmonella typhi murium a S. anatis i S. enteridiris). K nákaze dochází u všech věkových kategorií; starší jedinci, kteří nákazu přežili, zůstávají postiženi. K přenosu onemocnění dochází podobně jako u virových onemocnění.
Příznaky: u mladých ptáků se projevuje dehydratací organismu, průjmem, skleslostí, ve střevech vzniknou nebezpečné záněty, vzácně jsou postiženy i ledviny a srdce. U starších ptáků nákaza probíhá bez klinických příznaků a tím může dojít k neuvěřitelně rychlé a neovladatelné nákaze zdravých ptáků.
  - Botulismus

Onemocnění je způsobeno neurotoxiny (typ A, B, C, D, E, F), které způsobují sporogenní zárodky Clostridium botulinum. Onemocnění vzniká zpravidla za dlouhotrvajících veder, kdy klesá hladina rybníků a jezer. Zdrojem nákazy mohou být i uhynulí jedinci, kteří při rozkládání infikují rostlinstvo, vodu i dno.
Příznaky: nekoordinované pohyby, snížený příjem potravy, v druhé fázi následují křečovité stavy, poruchy dýchání a celkové ochrnutí.
- Parazitární onemocnění
  - Cizopasníci žaludku a střev

Do této rozsáhlé skupiny patří hlístice, tasemnice, vrtejši a motolice, kteří odčerpávají živiny z organismu, čímž oslabují pernatou zvěř. Mezi parazity patří i kokcidie, které napadají střevní sliznici a cizopasí v tenkém a tlustém střevě, kde způsobují prudké záněty.
  - Zevní parazité

U pernaté zvěře je zevních parazitů málo. Patří sem hlavně zákožky z čeledi Analgesidae.
- Intoxikace (otrava)
Otrava je u kachen divokých spíše výjimkou. Vzácně se s ní lze setkat ve farmových chovech, když nebyly dodrženy pokyny při aplikaci pesticidních nebo rodenticidních přípravků.
- Aflatoxikóza
Onemocnění je způsobeno metabolickými produkty plísní (ne vlastními plísněmi) rodu Aspergillus. Ke vzniku dochází zaplísněným krmivem a zaplísněnou podestýlkou v odchovech se sníženou zoohygienou.

## Odchov a lov

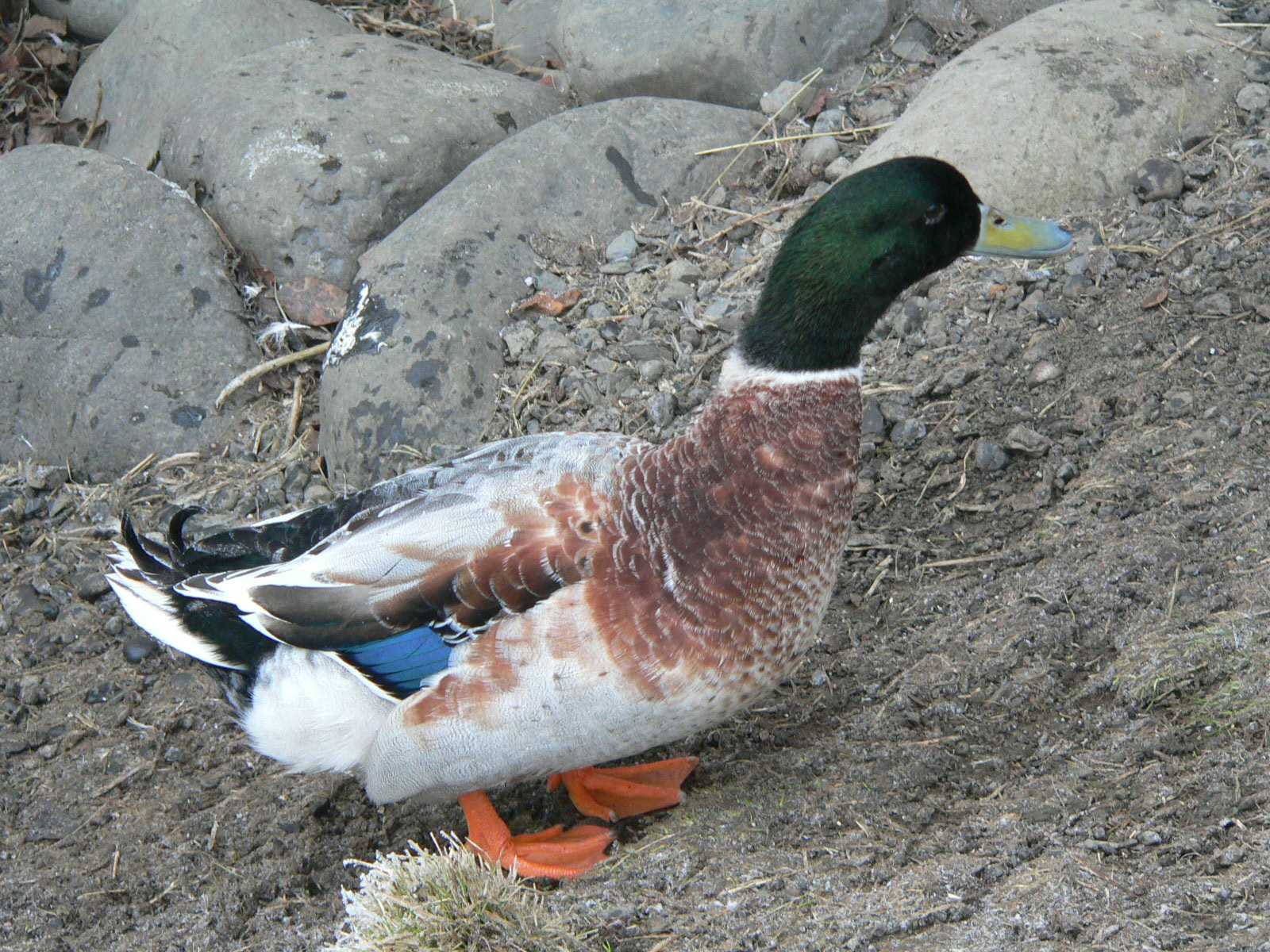
Uměle chovaný kačer na Akureyre na Islandu

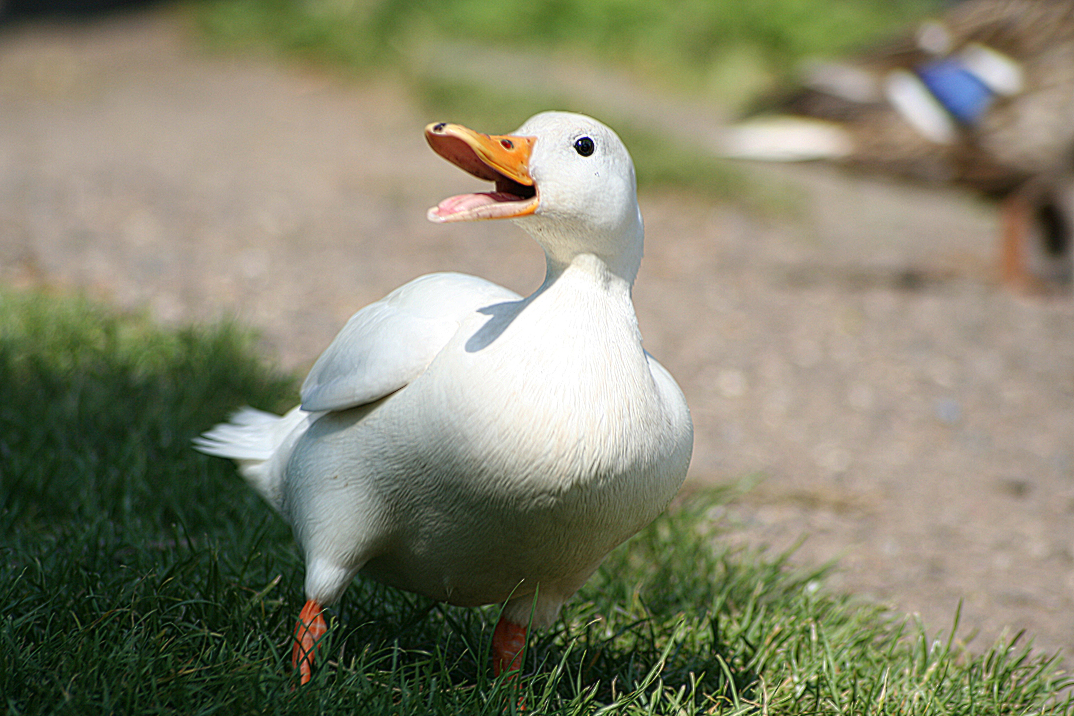
Forma kachny divoké, kachna domácí

Odchov kachen divokých a jejich vypouštění se stalo běžnou praxí mysliveckého managementu v mnoha státech, především v Evropě a Severní Americe. Cílem těchto suplementací (doplňování stavu) je navýšit možnost lovu tohoto druhu. Celosvětově jsou tak mezi volně žijící populace každoročně vypuštěny více než tři miliony jedinců kachny divoké z farmového odchovu. Suplementace kachny divoké představuje hrozbu pro genetickou identitu a variabilitu (tzn. pro druhovou rozmanitost) volně žijících populací a potenciálně může vést ke změnám morfologie i behaviorálních projevů (projevů týkajících se chování). Chovy mohou být zdrojem mnohých patogenů a suplementace tak může vést k přenosu těchto patogenů mezi volně žijící populace.
Ke snížení uvedených rizik by mohlo vést zavedení vhodných opatření. Do budoucna by měly plány mysliveckého managementu přihlížet k základním genetickým poznatkům a důsledně kontrolovat genetickou čistotu jedinců z chovů a minimalizovat tak negativní genetické dopady a další možné změny s nimi související (viz genetická eroze, hybrid, inbreeding). Myslivecký management by měl dále věnovat pozornost především obhospodařování volně žijících populací například zlepšováním jejich hnízdních podmínek a méně se spoléhat na krotké chovy. Kromě omezení vypouštění kachen ze zajetí by měla být zvážena vyšší regulace odstřelu, jež by přispěla k dlouhodobé udržitelnosti volně žijících populací pernaté zvěře.
Jedním z hlavních důvodů farmového odchovu kachen je jednodušší odchov ve srovnání s odchovem bažantů. Výhodou je bezproblémové držení chovného hejna, dobrá produkce vajec, malé ztráty na kachňatech, možnost včasného vypuštění na rybníky, věrnost vypouštěcímu místu i vysoká slovitelnost. Může se stát, že vypuštěné kachny k sobě přilákají i volně žijící kachny, a tak může být uloveno více kachen, než bylo vypuštěno. V umělých chovech se při nedostatečné zoohygieně často šíří nemoci, jimž se mohou nakazit i volně žijící kachny. Uměle odchované kachny jsou však obvykle vůči lidem důvěřivé a krotké, což snižuje požitek z lovu a některým myslivcům se jeví jako etický problém. V roce 1961 bylo v Československu uloveno okolo 35 000  divokých kachen.[zdroj?]
Lov měl vzestupnou tendenci, a tak v roce 1967 se ulovilo již 113 380 kusů. Toto množství se v průměru lovilo až do roku 1981, kdy došlo k prudkému poklesu a v těchto letech se také začalo s intenzivním chovem březňaček. V roce 1986 se střelilo již 123 618 kusů, v r. 1988 to bylo 224 065 kusů, v r. 1989 se střelilo 253 324 kusů a v r. 1990 se ulovilo 273 973 kusů. V roce 2021 bylo odstřeleno 208 899 kusů kachny divoké (bylo „zazvěřeno“ 8860 dospělými kusy a bylo vypuštěno 168 147 mladých kusů).
Nárůst lovu byl nepochybně způsoben počtem vypuštěných kachen. Jestliže v roce 1976 bylo vypuštěno pouze přes 2000[zdroj?] divokých kachen (uloveno bylo 106 964 ks), pak v roce 1989 se vypustilo 9637 kusů o rok později 13 368 kusů. Přitom populace divokých kachen z volné přírody měla neustále klesající tendenci, což bylo způsobeno především intenzivním přihnojováním rybníků, nedostatkem bezpečných hnízdišť a prudkým nárůstem predátorů. Specializované podniky se zabývají intenzivním chovem kachen divokých ve velkém a dodávají kachňata mysliveckým sdružením. Některá sdružení si drží vlastní chovné hejno a odchovávají si mláďata pro vlastní potřebu. Kvůli vyšší snášce bývají kachny ve farmových chovech někdy kříženy s domácími kachnami, zpravidla plemena Khaki campbell.
Zvýšení stavů kachen divokých v honitbě nemusí být nutně prováděno pouze vypouštěním divokých kachen. Neméně důležitou součástí hospodaření s kachnou divokou je zlepšování přirozených podmínek pro její úspěšné hnízdění a obživu.

### Způsoby lovu
Odlov probíhá na základě Zákona č. 449 ze dne 27. listopadu 2001, o myslivosti.

### Historie lovu
Dříve se kachna divoká lovila různými způsoby. K době lovu se využívalo především období pelichání kachen, a tak se lovili „pelicháči“ a mladé nepřepeřené kachny. Myslivci líčili do rákosin různé sítě, do kterých kachny naháněli, nebo je chytali při krmení pomocí podražce. Velmi účinnou metodou byl lov kachen pomocí kačeníků, což byla rozsáhlá lapací zařízení v podobě malého rybníčku obklopeného sítěnými chodbami. Kachny byly do této pasti lákány pomocí domácích volavých kachen nebo rezavého psa, podobného lišce.
Starší metody odstřelu divokých kachen a hus, používané v 18. a 19. století jsou dnes již překonané. Používaly se k němu tzv. kachnice, až dva metry dlouhé velkorážní brokovnice, připevněné zpravidla na otočnou lafetu na přídi lodi. Střílelo se jimi do hejna kachen na hladině. Podobným zařízením byly „honební varhánky“ spojující na lafetě několik (6–8) brokových hlavní, které se odpalovaly zároveň. Údajně byly schopny při výstřelu pokrýt plochu 16 m2. Česká myslivecká veřejnost v 19. století tyto metody právem odsoudila, ale v západní Evropě se používaly až do počátku 20. století.

### Současnost lovu
V současné době probíhá lov kachen divokých na společných honech ráno a v podvečer. K odstřelu se využívá převážně brokovnice. Méně častý je letní lov na večerním tahu, obvykle v blízkosti obilných polí, kam se kachny večer přilétají krmit.

## České pojmenování
Jméno kachna existuje pouze v češtině. Je onomastického původu, protože jeho základem je kachní křik „kach kach“. K němu je přičleněna přípona -na. Holub a Kopečný jako starší podobu uvádějí kačka (kačicě, kačena) vytvořenou podle citoslovce „kách-kách“. Teprve tento starší tvar byl prý přetvořen na dnešní kachna. Holub a Lyer rozlišují původ slov kachna a kačena (kačer) na úrovni lexikální. První je utvořeno od onomastického citoslovce „kách-kách“, druhé od „káč-káč“. Na jiném místě však za onomastický základ slova kačena, káča považují vábicí citoslovce „kač“ nebo „kach“. Česky nářečně kačena, kačka, kačice, lašsky kačka, moravsky katuša, slovensky kačica, kačka. Od substantiva kachna je odvozeno označení mláděte kachně, káče, kačátko, káčátko, kachňátko (slovensky kača, kačiatko). V nářečích na našem území existují také podoby kachnička, kachýnka, kačenka, káčítko, jihočeské kačňátko, kačnička, jihomoravské káčatko, východomoravské kačénka, káčacko, kačacko, káčiatko, kačuntko, kačka. Stejně tak označení samce, kačer, je derivát. Je vytvořen pomocí přípony -er a na rozdíl od slova kachna je slovo kačer zastoupeno v dalších slovanských jazycích (slovensky káčer, polsky kaczor, hornolužickosrbsky kačor, dolnolužickosrbským dialektem kacor, ruským dialektem a ukrajinsky káčur, bělorusky kačúr, káčar). Také viz české nářečné káčer, káčér, kačerák, dále chodské kačar, lašské kačor, moravské káčenec, kachňák, kachnák, kachník, kachák. Praslovanský název pro kachnu *oty se v češtině ani v jiných západoslovanských jazycích nezachoval, lze však najít ve východoslovanských jazycích (např. staroruské utica).

#### Právní předpisy
- ČESKO. Zákon č. 449 ze dne 27. listopadu 2001, o myslivosti. Sbírka zákonů ČR. 2001, částka 168. ISSN 1211-1244. Dostupné také z: https://www.zakonyprolidi.cz/cs/2001-449
- ČESKO. Vyhláška č. 244 ze dne 7. června 2002, kterou se provádí některá ustanovení zákona č. 449/2001 Sb., o myslivosti. Sbírka zákonů ČR. 2002, částka 92. ISSN 1211-1244. Dostupné také z: https://www.zakonyprolidi.cz/cs/2002-244
- ČESKO. Vyhláška č. 245 ze dne 7. června 2002, o době lovu jednotlivých druhů zvěře a o bližších podmínkách provádění lovu. Sbírka zákonů ČR. 2002, částka 92. ISSN 1211-1244. Dostupné také z: https://www.zakonyprolidi.cz/cs/2002-245